# Icterus abeillei
Icterus abeillei (лат.) — вид воробьиных птиц из семейства трупиаловых (Icteridae). Подвидов не выделяют.

## Распространение
Эндемики Мексики. Живут в субтропических или тропических влажных лесах, равнинных и горных.

## Описание
Длина тела 18—20,5 см; масса 31—37 г. У самца чёрные корона, голова, задняя часть шеи и верхние части тела. Нижние части тела при этом оранжевые, на крыле имеется белая полоса.

## Биология
Питаются насекомыми, пауками, фруктами, нектаром. Эти птицы — одни из немногих видов птиц, поедающие ядовитых бабочек-монархов Danaus plexippus. Сезон размножения длится с апреля по август.

## Охранный статус
МСОП присвоил виду охранный статус LC.